# Campionati italiani primaverili di nuoto 2019
I 66 Campionati italiani primaverili di nuoto (nome ufficiale, per ragioni di sponsorizzazione, Assoluti Primaverili UnipolSai) si sono svolti a Riccione dal 2 al 6 aprile 2019. È stata utilizzata la vasca da 50 metri.
Le gare sono state disputate in due turni (batterie e finali) ad eccezione di 800 e 1500 stile libero e delle staffette, che si sono disputate in serie.

## Podi

### Uomini
| Evento               | Oro                                                                                         | Tempo                                   | Argento                                                                                  | Tempo                                   | Bronzo                                                                                       | Tempo                                   |
| Stile libero         |                                                                                             |                                         |                                                                                          |                                         |                                                                                              |                                         |
| 50 m                 | Andrea Vergani                                                                              | 21"53                                   | Luca Dotto                                                                               | 21"98                                   | Leonardo Deplano                                                                             | 22"06                                   |
| 100 m                | Alessandro Miressi                                                                          | 48"32                                   | Manuel Frigo                                                                             | 48"56                                   | Santo Condorelli                                                                             | 48"57                                   |
| 200 m                | Filippo Megli                                                                               | 1'46"56                                 | Gabriele Detti                                                                           | 1'47"02                                 | Stefano Ballo                                                                                | 1'48"05                                 |
| 400 m                | Gabriele Detti                                                                              | 3'43"36 -                               | Marco De Tullio                                                                          | 3'46"89                                 | Domenico Acerenza                                                                            | 3'47"46                                 |
| 800 m                | Gabriele Detti                                                                              | 7'43"83                                 | Gregorio Paltrinieri                                                                     | 7'45"35                                 | Domenico Acerenza                                                                            | 7'47"20                                 |
| 1500 m               | Gregorio Paltrinieri                                                                        | 14'38"34                                | Domenico Acerenza                                                                        | 15'12"96                                | Alessio Occhipinti                                                                           | 15'15"49                                |
| Dorso                |                                                                                             |                                         |                                                                                          |                                         |                                                                                              |                                         |
| 50 m                 | Thomas Ceccon                                                                               | 25"20 - RIC                             | Matteo Milli                                                                             | 25"34                                   | Niccolò Bonacchi                                                                             | 25"35                                   |
| 100 m                | Thomas Ceccon                                                                               | 53"60 - RIC                             | Matteo Restivo                                                                           | 54"43                                   | Matteo Milli                                                                                 | 54"45                                   |
| 200 m                | Matteo Restivo                                                                              | 1'56"45                                 | Luca Mencarini                                                                           | 1'57"65                                 | Emanuel Turchi                                                                               | 1'59"16                                 |
| Rana                 |                                                                                             |                                         |                                                                                          |                                         |                                                                                              |                                         |
| 50 m                 | Fabio Scozzoli                                                                              | 26"82                                   | Nicolò Martinenghi                                                                       | 26"98                                   | Alessandro Pinzuti                                                                           | 27"48                                   |
| 100 m                | Fabio Scozzoli                                                                              | 59"52                                   | Nicolò Martinenghi                                                                       | 59"92                                   | Federico Poggio                                                                              | 1'00"24                                 |
| 200 m                | Luca Pizzini                                                                                | 2'10"17                                 | Edoardo Giorgetti                                                                        | 2'10"79                                 | Alessandro Fusco                                                                             | 2'13"75                                 |
| Farfalla             |                                                                                             |                                         |                                                                                          |                                         |                                                                                              |                                         |
| 50 m                 | Piero Codia Santo Condorelli                                                                | 23"76                                   |                                                                                          |                                         | Daniele D'Angelo                                                                             | 23"82                                   |
| 100 m                | Piero Codia                                                                                 | 51"75                                   | Santo Condorelli                                                                         | 52"06                                   | Federico Burdisso                                                                            | 52"10                                   |
| 200 m                | Federico Burdisso                                                                           | 1'54"64 -                               | Giacomo Carini                                                                           | 1'57"17                                 | Matteo Pelizzari                                                                             | 1'57"46                                 |
| Misti                |                                                                                             |                                         |                                                                                          |                                         |                                                                                              |                                         |
| 200 m                | Alberto Razzetti                                                                            | 2'00"11                                 | Giovanni Sorriso                                                                         | 2'00"88                                 | Matteo Pelizzari                                                                             | 2'01"97                                 |
| 400 m                | Pier Andrea Matteazzi                                                                       | 4'15"73                                 | Federico Turrini                                                                         | 4'17"21                                 | Mattia Bondavalli                                                                            | 4'21"27                                 |
| Staffette            |                                                                                             |                                         |                                                                                          |                                         |                                                                                              |                                         |
| 4x100 m stile libero | Centro Sportivo Carabinieri Luca Dotto Andrea Vergani Filippo Megli Marco Belotti           | 3'16"22 48"96 49"08 48"73 49"45         | Gruppo Sportivo Fiamme Oro Alessandro Miressi Mattia Zuin Luca Leonardi Thomas Ceccon    | 3'17"59 48"68 50"18 49"82 48"91         | Team Veneto Manuel Frigo Stefano Nicetto Francesco Peron Pier Paolo Veller                   | 3'17"70 48"71 49"71 49"43 49"85         |
| 4x200 m stile libero | Centro Sportivo Esercito Nicolangelo Di Fabio Gabriele Detti Federico Turrini Matteo Ciampi | 7'12"22 1'49"75 1'45"75 1'49"74 1'46"98 | Marina Militare Alessio Proietti Colonna Stefano Di Cola Daniele D'Angelo Nicola Roberto | 3'17"87 1'48"81 1'46"52 1'51"63 1'50"91 | Gruppo Sportivo Fiamme Oro Alessandro Miressi Thomas Ceccon Gregorio Paltrinieri Mattia Zuin | 3'18"17 1'50"62 1'50"98 1'49"37 1'47"20 |
| 4x100 m misti        | Centro Sportivo Esercito Niccolò Bonacchi Fabio Scozzoli Piero Codia Ivano Vendrame         | 3'36"51 55"25 59"65 52"49 49"12         | Centro Sportivo Carabinieri Matteo Restivo Luca Pizzini Andrea Vergani Luca Dotto        | 3'38"78 55"38 1'01"14 53"26 49"00       | In Sport Rane Rosse Matteo Milli Alessandro Pinzuti Giulio Brugnoni Mattia Schirru           | 3'39"55 55"08 1'00"06 54"34 50"07       |

### Donne
| Evento               | Oro                                                                                          | Tempo                                   | Argento                                                                                   | Tempo                                   | Bronzo                                                                                            | Tempo                                   |
| Stile libero         |                                                                                              |                                         |                                                                                           |                                         |                                                                                                   |                                         |
| 50 m                 | Nicoletta Ruberti                                                                            | 25"17                                   | Silvia Di Pietro                                                                          | 25"31                                   | Lucrezia Raco                                                                                     | 25"37                                   |
| 100 m                | Federica Pellegrini                                                                          | 53"72                                   | Erika Ferraioli                                                                           | 55"07                                   | Silvia Di Pietro                                                                                  | 55"22                                   |
| 200 m                | Federica Pellegrini                                                                          | 1'56"60                                 | Simona Quadarella                                                                         | 1'58"83                                 | Stefania Pirozzi                                                                                  | 1'59"05                                 |
| 400 m                | Simona Quadarella                                                                            | 4'06"92                                 | Giorgia Romei                                                                             | 4'08"30                                 | Linda Caponi                                                                                      | 4'09"70                                 |
| 800 m                | Simona Quadarella                                                                            | 8'25"55                                 | Alisia Tettamanzi                                                                         | 8'33"55                                 | Giulia Salin                                                                                      | 8'33"64                                 |
| 1500 m               | Simona Quadarella                                                                            | 16'04"02                                | Giulia Gabbrielleschi                                                                     | 16'19"34                                | Alisia Tettamanzi                                                                                 | 16'23"61                                |
| Dorso                |                                                                                              |                                         |                                                                                           |                                         |                                                                                                   |                                         |
| 50 m                 | Silvia Scalia                                                                                | 27"89 -                                 | Tania Quaglieri                                                                           | 28"67                                   | Costanza Cocconcelli                                                                              | 28"91                                   |
| 100 m                | Margherita Panziera                                                                          | 59"77                                   | Silvia Scalia                                                                             | 1'00"89                                 | Giulia D'Innocenzo                                                                                | 1'01"85                                 |
| 200 m                | Margherita Panziera                                                                          | 2'05"72                                 | Erika Francesca Gaetani                                                                   | 2'12"86                                 | Giulia Ramatelli                                                                                  | 2'13"14                                 |
| Rana                 |                                                                                              |                                         |                                                                                           |                                         |                                                                                                   |                                         |
| 50 m                 | Martina Carraro                                                                              | 30"52                                   | Benedetta Pilato                                                                          | 30"61 - RIC                             | Arianna Castiglioni                                                                               | 31"05                                   |
| 100 m                | Martina Carraro                                                                              | 1'07"04                                 | Arianna Castiglioni                                                                       | 1'07"11                                 | Natalia Foffi                                                                                     | 1'08"55                                 |
| 200 m                | Martina Carraro                                                                              | 2'25"96                                 | Francesca Fangio                                                                          | 2'26"43                                 | Anna Pirovano                                                                                     | 2'26"91                                 |
| Farfalla             |                                                                                              |                                         |                                                                                           |                                         |                                                                                                   |                                         |
| 50 m                 | Elena Di Liddo                                                                               | 26"46                                   | Silvia Di Pietro                                                                          | 26"52                                   | Costanza Cocconcelli                                                                              | 26"96                                   |
| 100 m                | Elena Di Liddo                                                                               | 57"80                                   | Ilaria Bianchi                                                                            | 58"33                                   | Federica Greco                                                                                    | 59"69                                   |
| 200 m                | Ilaria Cusinato                                                                              | 2'09"51                                 | Stefania Pirozzi                                                                          | 2'10"05                                 | Alessia Polieri                                                                                   | 2'10"69                                 |
| Misti                |                                                                                              |                                         |                                                                                           |                                         |                                                                                                   |                                         |
| 200 m                | Ilaria Cusinato                                                                              | 2'11"89                                 | Anna Pirovano                                                                             | 2'13"84                                 | Sara Franceschi                                                                                   | 2'13"95                                 |
| 400 m                | Ilaria Cusinato                                                                              | 4'37"45                                 | Carlotta Toni                                                                             | 4'42"33                                 | Luisa Trombetti                                                                                   | 4'42"92                                 |
| Staffette            |                                                                                              |                                         |                                                                                           |                                         |                                                                                                   |                                         |
| 4x100 m stile libero | Centro Sportivo Carabinieri Elena Di Liddo Paola Biagioli Rachele Ceracchi Silvia Di Pietro  | 3'41"49 56"20 54"87 56"21 54"21         | Centro Sportivo Esercito Aglaia Pezzato Laura Letrari Giorgia Biondani Erika Ferraioli    | 3'41"71 56"60 55"24 55"51 54"36         | Gruppo Sportivo Fiamme Oro Giada Galizi Martina Cenci Ilaria Cusinato Margherita Panziera         | 3'42"96 55"53 56"81 56"76 53"86         |
| 4x200 m stile libero | Gruppo Sportivo Fiamme Oro Margherita Panziera Erica Musso Ilaria Cusinato Stefania Pirozzi  | 8'02"19 1'59"56 2'00"98 2'01"05 2'00"60 | Circolo Canottieri Aniene Flora Tavoletta Miriana Durante Federica Pellegrini Sara Gailli | 8'04"53 2'02"29 2'03"76 1'55"43 2'03"05 | Centro Sportivo Carabinieri Linda Caponi Rachele Ceracchi Giulia D'Innocenzo Paola Biagioli       | 8'07"52 1'59"95 2'02"24 2'03"76 2'01"57 |
| 4x100 m misti        | Gruppo Sportivo Fiamme Oro Margherita Panziera Ilaria Scarcella Ilaria Cusinato Giada Galizi | 4'01"84 58"92 1'08"07 59"44 55"41       | Gruppo Nuoto Fiamme Gialle Silvia Scalia Arianna Castiglioni Aurora Petronio Alice Mizzau | 4'02"01 1'00"30 1'06"07 59"54 56"10     | Centro Sportivo Carabinieri Giulia D'Innocenzo Giulia De Ascentis Elena Di Liddo Silvia Di Pietro | 4'06"83 1'01"86 1'11"90 58"28 54"79     |